# Valmy
Valmy è un comune francese di 290 abitanti situato nel dipartimento della Marna, nella regione del Grand Est.

## Storia

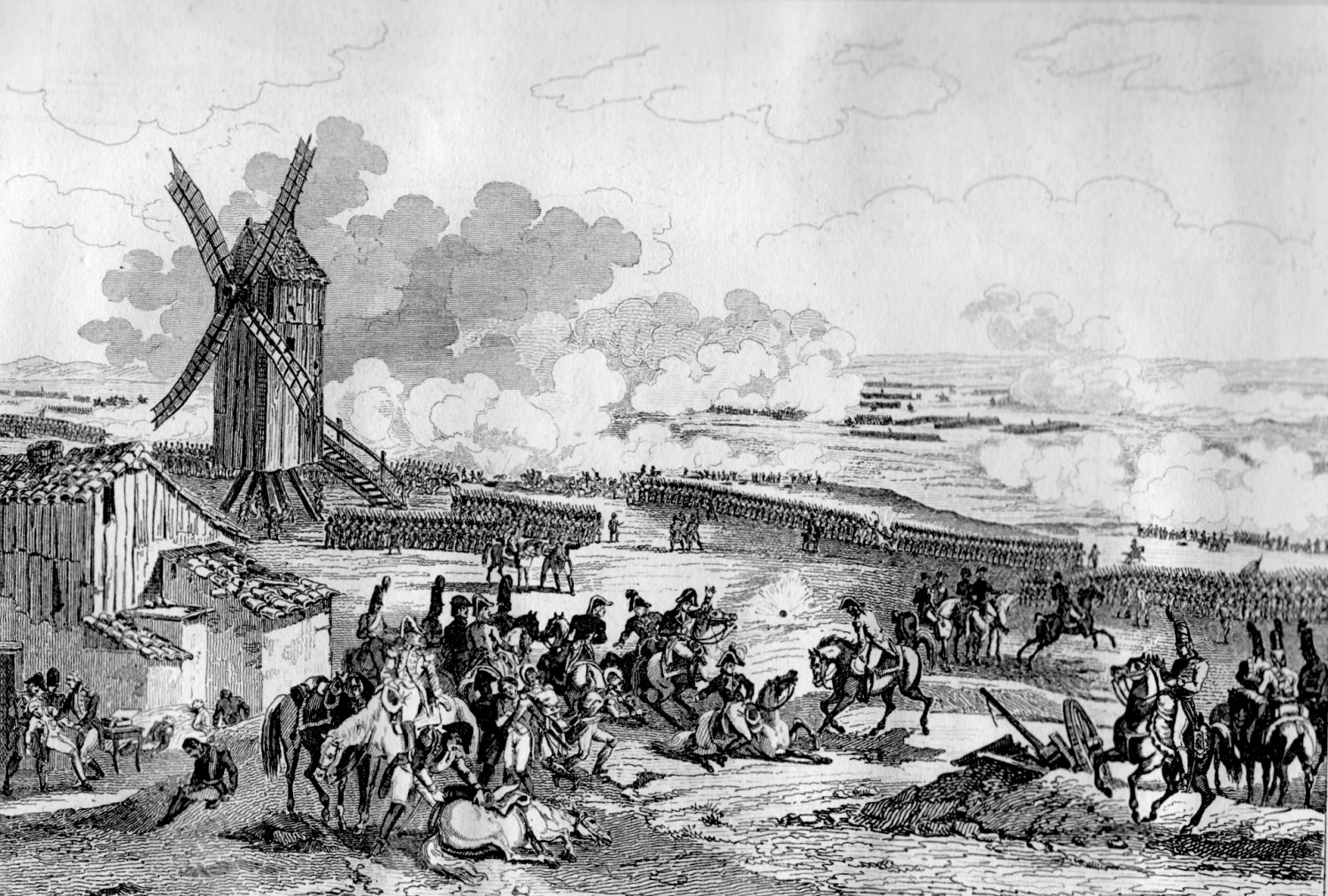
Rappresentazione della battaglia di Valmy in prossimità del celebre mulino

Il 20 settembre 1792, Valmy fece da sfondo alla battaglia di Valmy, nel bel mezzo della rivoluzione francese, che permise l'indomani la proclamazione della repubblica.

## Monumenti e luoghi d'interesse

### Mulino

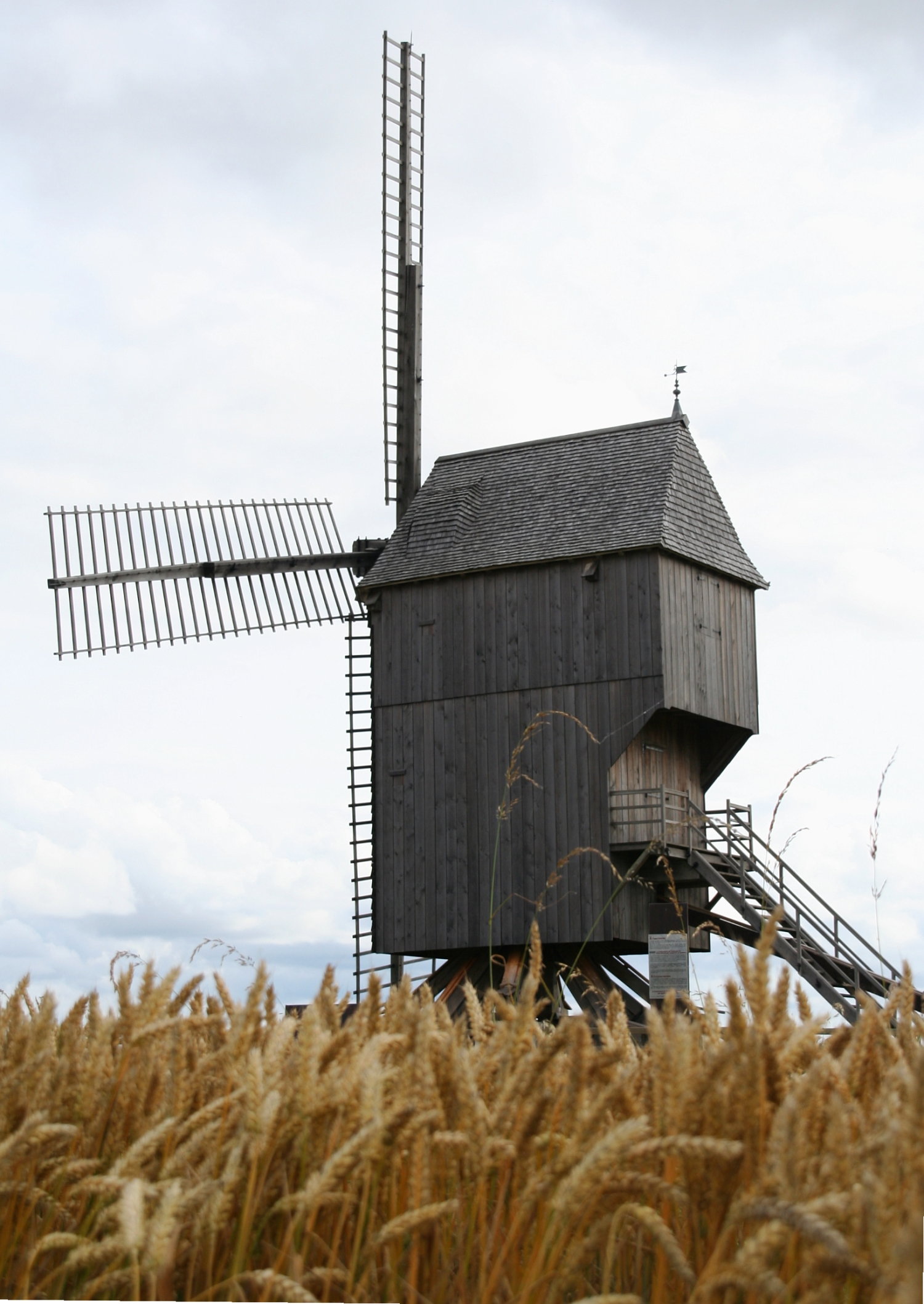
Il Mulino di Valmy

Il Mulino di Valmy simboleggia la vittoria francese sui prussiani nella battaglia di Valmy del 1792. Il mulino è stato interamente distrutto durante la tempesta del 1999, ed è stato ricostruito in modo identico. È stato inaugurato il 20 settembre 2005, per festeggiare l'anniversario della battaglia.

## Società

### Evoluzione demografica
Abitanti censiti